# Georg Rudner
 Georg Erland Rudner, född 16 april 1903 i Stockholm, död 28 oktober 1993 i Tullinge, var en svensk arkitekt och byggnadsingenjör.
Rudner anställdes 1922 hos Knut Nordenskjöld och tog efter dennes död över verksamheten. Ullatti kyrka ritades ursprungligen av Nordenskjöld, men efter dennes frånfälle gjordes skisserna om av Rudner. Bland Rudners övriga arbeten märks Tullinge kyrka, Sankt Mikaels kyrka, Jörn, Obbola kyrka samt restaureringar av Västerlanda kyrka och Gustaf Vasa kyrka.
Georg Rudner är begravd på Norra begravningsplatsen utanför Stockholm.

## Bilder

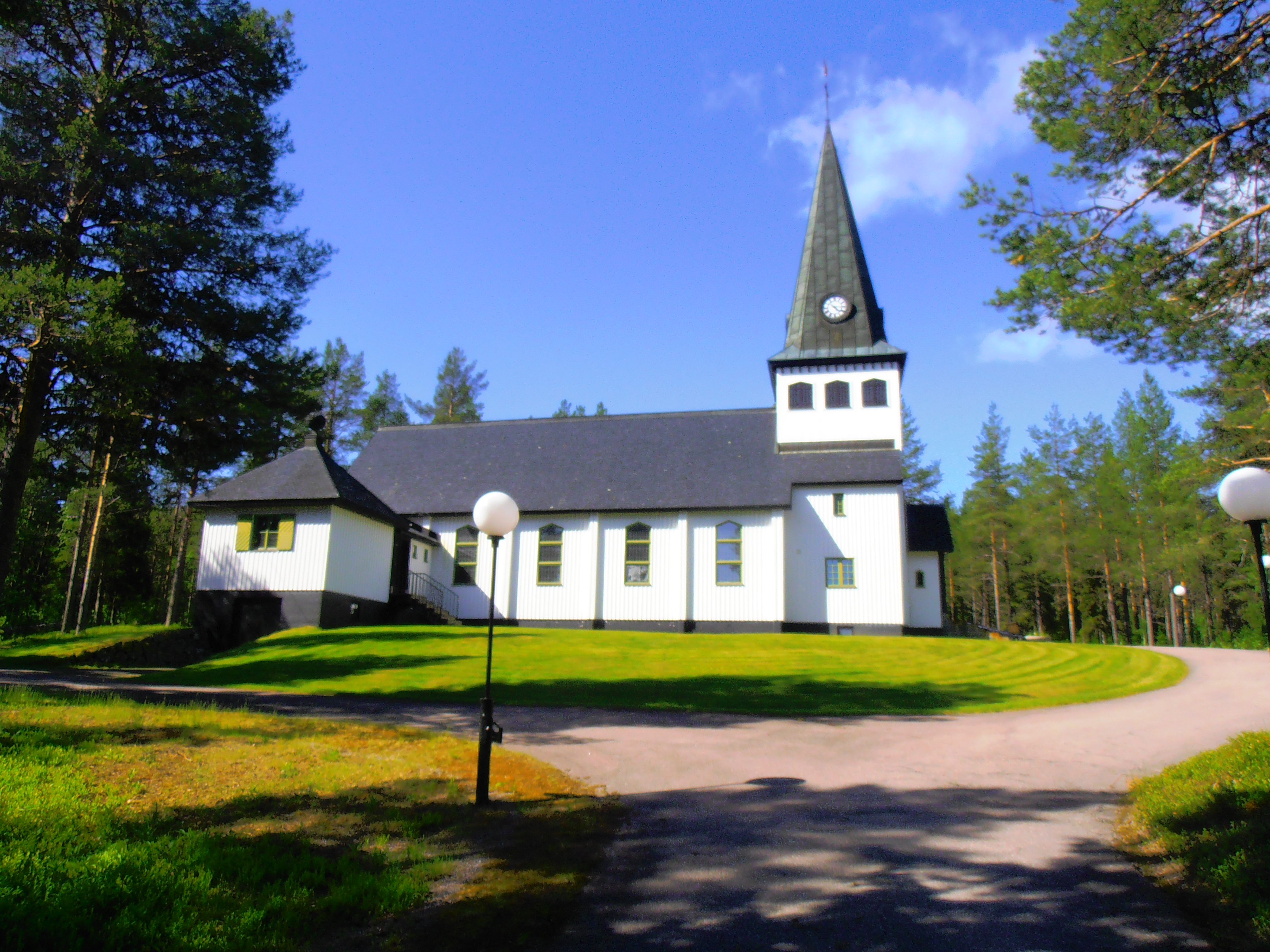
Ullatti kyrka
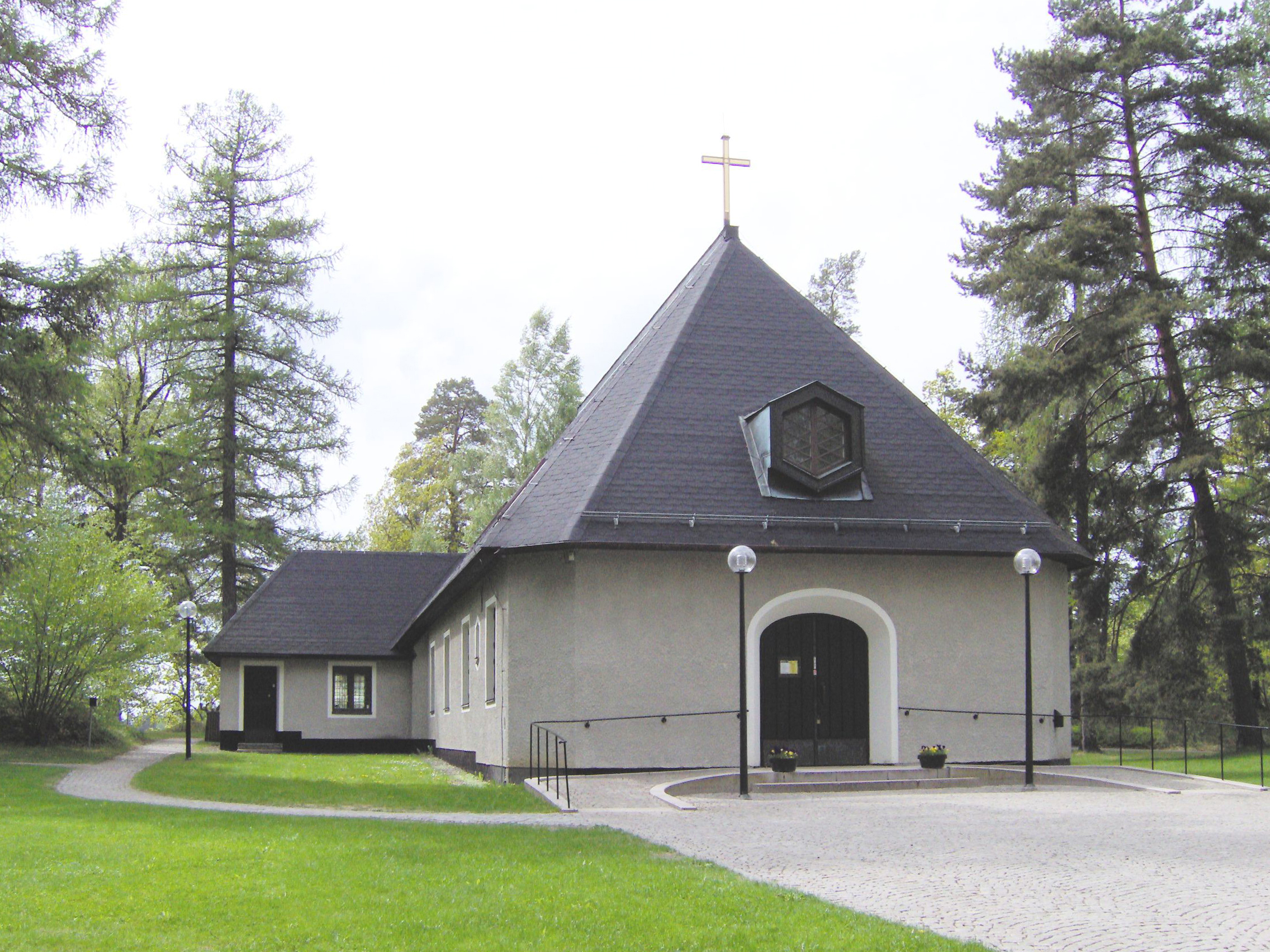
Tullinge kyrka
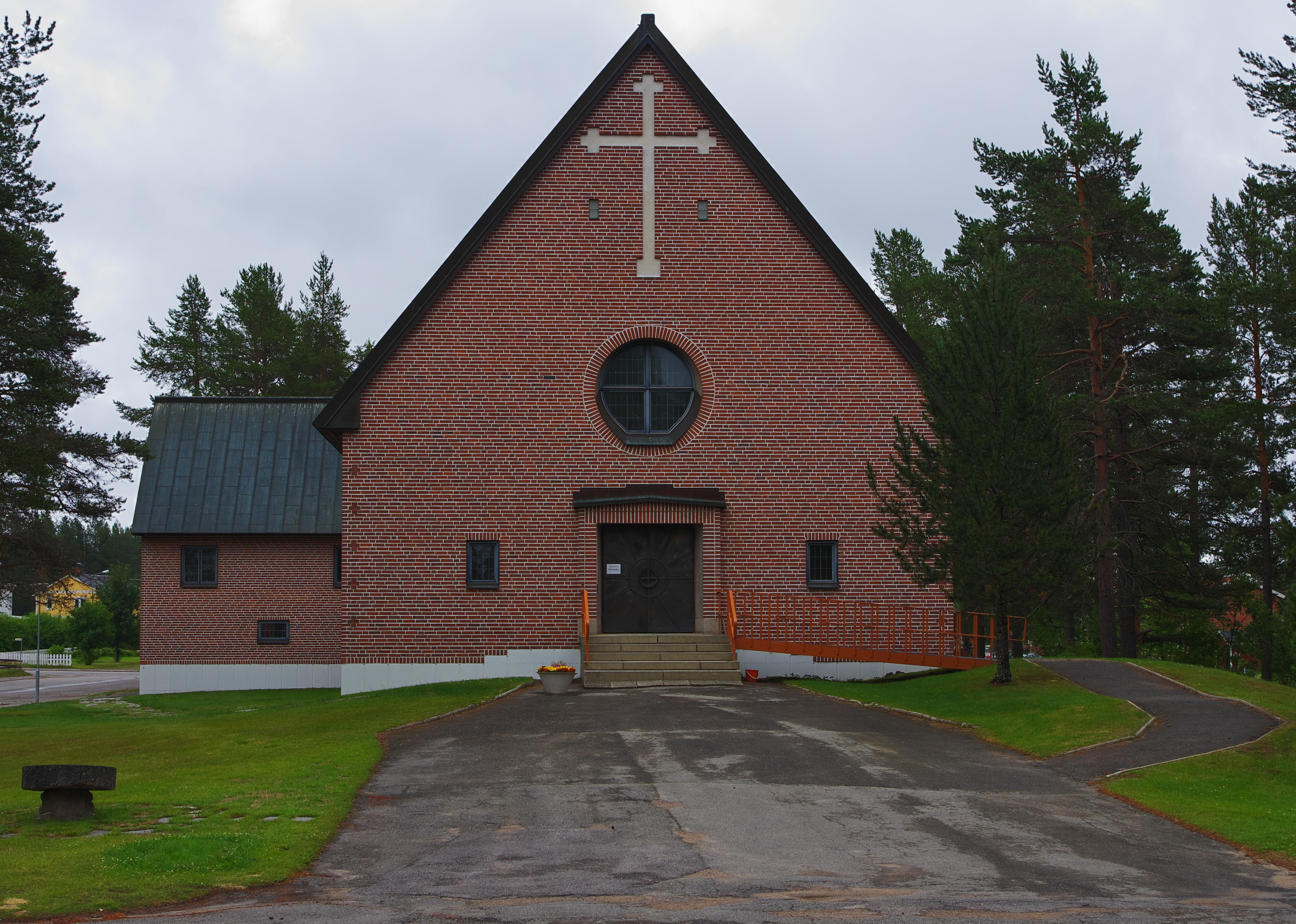
Sankt Mikaels kyrka
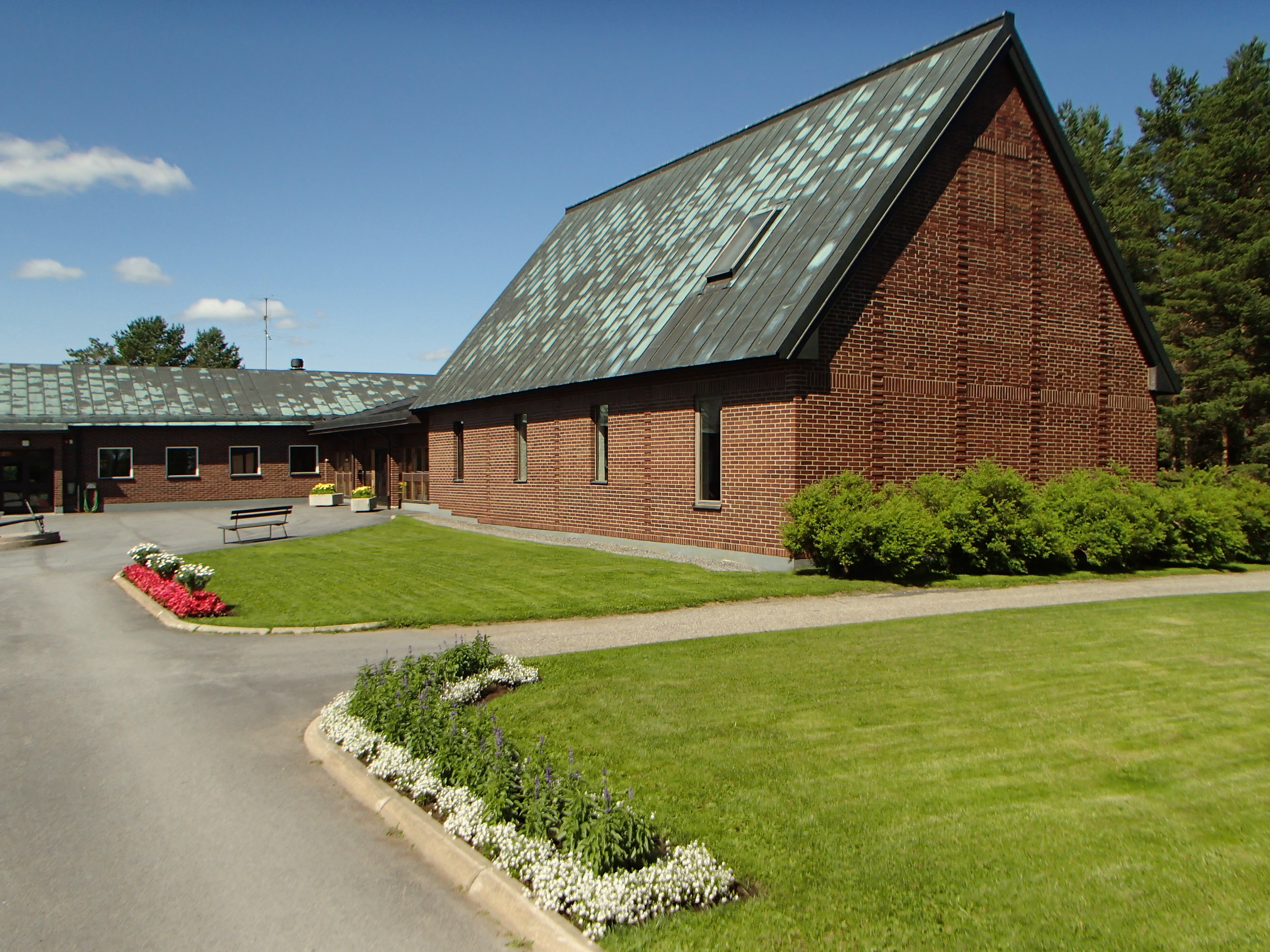
Obbola kyrka